# Alphas
Alphas es una serie de televisión de ciencia ficción dramática creada por Zak Penn y Michael Karnow. La serie sigue a un grupo de personas con habilidades sobrehumanas, conocidos como "Alphas", a medida que trabajan para prevenir los delitos cometidos por otros Alphas. La serie se emitió en Estados Unidos por Syfy, siendo una coproducción entre Berman Braun y Universal Cable Productions. Fue estrenada el 11 de julio de 2011, durante los Powerful Mondays, y se emitió junto a Warehouse 13 y Eureka, la primera temporada finalizó el 26 de septiembre de 2011. El 7 de septiembre de 2011, fue renovada para una segunda temporada que contó con 13 episodios y emitió su primer episodio el 23 de julio de 2012. En España, fue estrenada el 11 de julio de 2012 por el canal Cuatro.
La inclusión del Dr. Calder en el episodio "Never Let Me Go", estableció que Alphas tiene lugar en el universo compartido con Eureka y Warehouse 13. El 16 de enero de 2013, Syfy anunció que la serie no sería renovada para una tercera temporada, que termina con un cliffhanger pendiente.

## Argumento
La serie sigue la vida de cinco personas con habilidades sobrehumanas: Gary Bell, Cameron Hicks, Rachel Pirzad, Nina Theroux y Bill Harken, conocidas como "Alphas." El grupo es dirigido por el neurólogo y psicólogo Dr. Lee Rosen, mientras investigan las causas penales que impliquen a otros Alphas sospechosos. Rosen y su equipo operan bajo los auspicios del Defense Criminal Investigative Service, el brazo de investigación criminal del Departamento de Defensa de los Estados Unidos. Mientras investigan estos delitos, al equipo no le toma demasiado tiempo descubrir que un grupo conocido como "Bandera Roja", que se creía vencido y eliminado hace mucho tiempo, está usando a otros Alphas para cometer delitos.

## Elenco

### Personajes principales
- Dr. Lee Rosen (David Strathairn) - Un neurólogo y psicólogo que se especializa en el estudio de las personas con súper habilidades que él ha denominado "Alphas". Dirige un equipo patrocinado por el gobierno compuesto por Alphas para ayudar a identificar y ayudar a otros iguales o detener a los peligrosos.
- Gary Bell (Ryan Cartwright) - Un joven autista que vive con su madre y es socialmente funcional a un grado. Es un cibérpata, es decir, la capacidad de ver e interactuar con las señales de comunicación inalámbricas y procesar la información tan rápido como cualquier equipo. Las señales solo pueden ser vistos por él, y puede moverlas por el tacto. Gary a menudo siente que es capaz de hacer mucho más de lo que las personas creen; y quiere que la gente lo trate como a un adulto. Sus horarios son muy fijos: su hora de dormir es a la 9:30 y se pone de mal humor si es despertado después. Si por algún motivo se interrumpe su hora de dormir, se quedará despierto toda la noche solo para mantener su horario. Se levanta a las 7:42 cada día, llama a su madre a los 8 (después grita, pero antes del desayuno), saluda a sus compañeros de trabajo a las 9 a. m., y llama a su madre a las 3:14 p. m. en el trabajo cada día.
- Cameron Hicks (Warren Christie) - Un ex-marine con la capacidad sobrehumana de (hipercinesia), que permite a su cerebro procesar el movimiento a una mayor velocidad que otros. Esto le da increíbles hazañas deportivas de tiempo, reflejos sobrehumanos y la precisión perfecta con armas de fuego u objetos arrojados y también le permite, por ejemplo, predecir la trayectoria de la vista. Sin embargo, no siempre lo puede hacer cuando está bajo tensión extrema, y esto tiene el efecto secundario negativo de que sus reflejos se vuelvan inferiores a los del ser humano normal, lo que lo convierte en torpe e ineficaz.
- Rachel Pirzad (Azita Ghanizada) - Una ex-lingüista de la CIA con la capacidad de aumentar uno de sus cinco sentidos (la vista, el olfato, el gusto, el oído y el tacto) a niveles extremos, mediante la desactivación de todos los demás. Ella usa esto, por ejemplo, para ver las cosas a un nivel microscópico o detectar la composición química compleja por el olor. El hecho de que todos sus sentidos están permanentemente aumentados en un grado superior a lo normal, junto con su sinestesia, hacen que sea difícil para ella para interactuar socialmente.
- Nina Theroux (Laura Mennell) - Una joven que es capaz de empujar a la gente a hacer lo que ella les pide verbalmente a ellos (esto se llama hiperinducción). Ella solía usar esto para beneficio personal, lo que culminó en que accidentalmente empujó a su padre a suicidarse. Ahora está ayudando el Dr. Rosen en un esfuerzo por redimirse. Cabe señalar que parece tener la relación más antigua con el Dr. Rosen y, por eso, es la más cercana a él. Un chiste en la primera temporada fue que Nina siempre ha tenido un coche diferente que es "prestado", lo que implica que empujó a alguien por ello. Si Nina empuja demasiado en una persona puede llegar a provocar muerte cerebral. Nina tiene un muy buen control de su capacidad, las personas con esta habilidad tienen dificultades para controlar cómo lo usan y convertirse en hambrientos de poder. Los agentes del FBI, cuando hablan con ella, no deben tener contacto visual directo, y se debe insistir en que usen gafas oscuras, por miedo a ser empujados si llegan a tener contacto visual.
- Bill Harken (Malik Yoba) - Un exagente del FBI con la capacidad de activar su sistema endocrino en respuesta a situaciones de estrés, dando lugar a mayor resistencia, velocidad y fuerza. No puede mantener este estado por mucho tiempo, debido a la tensión que éste provoca en su cuerpo.

### Personajes recurrentes
- Don Wilson Callum Keith Rennie - Un agente del FBI que ha trabajado con el Dr. Rosen en el pasado.
- Nathan Clay Mahershalalhashbaz Ali - El jefe de una unidad táctica en el Departamento de Defensa de los Estados Unidos con la tarea de tratar con delincuentes Alphas.
- Kathy Sullivan Valerie Cruz - Un agente especial del Departamento de Defensa de los Estados Unidos asignado como el enlace con el equipo del Dr. Rosen de Alfas.

## Desarrollo y producción
Originalmente conocida como "Sección 8", Alphas fue desarrollada por Zak Penn y el cocreador Karnow Michael en el año 2006. La serie fue ofrecida a distintas cadenas, con un poco de interés por parte de NBC y ABC. A finales del 2007, la ABC recogió la serie con un pedido inicial de seis episodios. Sin embargo, las complicaciones derivadas de la huelga del Gremio de escritores de América 2007-2008 descarriló el proyecto. El 5 de agosto de 2009, después de casi dos años adicionales de venta en torno a las cadenas de televisión abiertas y por cable, Syfy realizó un pedido para el episodio piloto. Zak Penn y Michael Karnow escribieron el piloto, Jack Bender se unió al proyecto como director, con Gail Berman y Lloyd Braun como productores ejecutivos. 
Los anuncios de casting comenzaron en agosto de 2010, con David Strathairn y Ryan Cartwright siendo los primeros en ser seleccionados, Strathairn fue seleccionado como el Dr. Lee Rosen, un excéntrico y distraído profesor, y Cartwright como Gary Bell, un miembro del equipo de Rosen que tiene autismo y cuya capacidad le permite "leer" las transmisiones inalámbricas que pasan a través del éter. El siguiente en unirse a la serie fue Warren Christie, como Cameron Hicks, un nuevo recluta en el equipo con un historial de problemas psicológicos, abuso de drogas y una medida antiautoritario, cuya habilidad Alpha es la hipercinesia. Malik Yoba y Laura Mennell fueron los siguientes en ser seleccionadas, con Yoba protagonizando a Bill Harken, un exagente del FBI. La habilidad Alpha de Harken le permite activar una subida de tensión de la adrenalina para darle mayor fuerza, velocidad y la inmunidad al dolor, y Mennell como Nina Theroux. Seductora, inteligente y segura, Nina tiene una capacidad Alpha que le permite influir en la gente para hacer lo que desee. Azita Ghanizada fue la última actriz en ser seleccionada, en el papel de Rachel Pirzad, que desde muy temprana edad ha sido capaz de hiper-intensificar sus sentidos, uno a la vez: visión, tacto, oído, gusto y olfato. El rodaje del episodio piloto se llevó a cabo en Toronto, Canadá.
Alphas recibió la orden de aprobación de la serie el 8 de diciembre de 2010, por el canal Syfy para salir al aire en el verano de 2011. La serie es una coproducción entre BermanBraun y Universal Cable Productions. Junto con el inicio de la serie, Syfy también anunció que el veterano productor de ciencia ficción Ira Steven Behrm, había sido escogido para servir como productor ejecutivo. 
El 30 de marzo de 2012, se anunció que se había unido a Erin Way en la serie como personaje regular de la temporada 2, protagonizando a Kat, una joven misteriosa y solitaria de espíritu libre, cuya capacidad Alpha le permite recoger cualquier habilidad de un vistazo."

## Recepción

### Recepción de la crítica
Alphas ha recibido críticas mixtas. Obtuvo una puntuación de 63 en el sitio web Metacritic. The New York Post, dijo que el primer episodio de Alphas fue divertido y seguro. TV Fanatic dio a mostrar una revisión regular diciendo: "Alphas muestra todo lo que se ha hecho antes". The New York Times dio el espectáculo una crítica negativa: "No es ni aquí ni allá, tiene ciencia ficción, misterio e intriga, y sin embargo, no es un convincente drama coral. Se siente como la versión beta ". 
Los Angeles Times dio al episodio piloto una crítica positiva: "Alphas equilibra hábilmente todos los bloques de construcción de un gran género: habilidades no humanas, trama enrevesada, efectos especiales, el diálogo inteligente y los caracteres que se desea. Y eso es lo más impresionante."

### Ratings
Ratings EE.UU.
| Temporada | Primera temporada   | Primera temporada | Primera temporada  | Temporada final          | Temporada final | Temporada final    |
| Temporada | Datos               | Espectadores      | Espectadores 18–49 | Datos                    | Espectadores    | Espectadores 18–49 |
| 1         | 11 de julio de 2011 | 2.52              | 1.21               | 26 de septiembre de 2011 | 1.16            | —                  |
| --------- | ------------------- | ----------------- | ------------------ | ------------------------ | --------------- | ------------------ |

Según dice el personaje de The big bang theory, Sheldon Cooper, el final de temporada dejó muchas cosas inconclusas, y deberían sacar otra temporada.
UK ratings
| Series | episode | Viewers (5 and 5+1) |
| ------ | ------- | ------------------- |
| 1      | 1       | 775,000             |
| 1      | 2       | 682,000             |
| 1      | 3       | 585,000             |
| 1      | 4       | 555,000             |
| 1      | 5       | 513,000             |
| 1      | 6       | 605,000             |
| 1      | 7       | 527,000             |
| 1      | 8       | 512,000             |
| 1      | 9       | 505,000             |
| 1      | 10      | 502,000             |
| 1      | 11      | 500,000             |

## Emisión Internacional
| Country                                                                         | Network                      | Premiere date                             |
| ------------------------------------------------------------------------------- | ---------------------------- | ----------------------------------------- |
| Canadá                                                                          | Space                        | 11 de julio de 2011                       |
| Reino Unido                                                                     | 5 Syfy                       | 18 de octubre de 2011 19 de abril de 2012 |
| España                                                                          | Syfy Cuatro                  | 13 de diciembre de 2011                   |
| Australia                                                                       | Seven Network Sci-Fi Channel | 2012 3 de febrero de 2012                 |
| Información meteorológica y de navegación aérea sobre Alphas en FallingRain.com | Syfy                         | 21 de febrero de 2012                     |
| México                                                                          | Syfy                         | 2011                                      |
| Brasil                                                                          | Syfy                         | 2011                                      |
| Nueva Zelanda                                                                   | Four (New Zealand)           | 2012                                      |
| Italia                                                                          | Rai 4                        | 17 de mayo de 2012                        |